# Crotaphytus
Crotaphytus är ett släkte av ödlor. Crotaphytus ingår i familjen Crotaphytidae. Det svenska trivialnamnet halsbandsleguaner används bland annat av uppfödare för släktet.
Släktets medlemmar lever i öppna landskap och de sitter ofta på ett högt ställe för att tidig uppfatta byten eller fienderg. Typisk för släktet är robusta käkar. Födan utgörs främst av leddjur och några arter har även andra ödlor, ormar eller gnagare som byten. Tänderna används även vid strider mellan hannar om reviret. Exemplaren kan hoppa på sina bakben för att undkomma en fiende men de saknar förmåga att tappa svansen (autotomi).
Arter enligt Catalogue of Life:
- Crotaphytus antiquus
- Crotaphytus collaris
- Crotaphytus dickersonae
- Crotaphytus grismeri
- Crotaphytus insularis
- Crotaphytus nebrius
- Crotaphytus reticulatus
- Crotaphytus vestigium